# O Ano de 1993
O Ano de 1993 é uma obra de poesia de José Saramago, lançado em 1975 pela Editora Futura.

É uma obra surpreendente de estrutura versicular mas de organização semântica de tipo narrativo. 
Escrito um mês antes da Revolução de Abril, possui 30 poemas.